# المرأة والمساواة بين الجنسين كندا
المرأة والمساواة بين الجنسين في كندا ( WAGE ؛ (بالفرنسية: Femmes et Égalité des genres Canada (FEGC))‏ ) ، المعروفة باسم Status of Women Canada من 1976 إلى 2018 ، هي إدارة تابعة للحكومة الكندية. كانت سابقًا وكالة تابعة لوزارة التراث الكندي ، وقد اكتسبت وضع الإدارة بعد تصويت في ديسمبر 2018 على قانون تنفيذ الميزانية ، 2018 ، رقم 2 ، والذي تضمن تشريعًا لصالح تطوير الوكالة إلى إدارة وزيادة سلطتها وواجباتها ، ووظائف لأولئك الذين لا يهتمون فقط بالنساء ، ولكن جميع الهويات الجنسية. الغرض من القسم هو "تعزيز المساواة فيما يتعلق بالجنس والتوجه الجنسي والهوية الجنسية أو التعبير عنها من خلال إشراك الأشخاص من جميع الأجناس ، بما في ذلك النساء ، في الحياة الاقتصادية والاجتماعية والسياسية لكندا" بالإضافة إلى التقاطع من هؤلاء مع هويات أخرى مثل العرق والعمر والمستوى الاجتماعي والاقتصادي والإعاقة وغيرها. تتعاون الوزارة مع المجالات الحكومية الأخرى ، الفيدرالية والإقليمية على حد سواء ، وكذلك المنظمات المدنية والخاصة من أجل تحقيق ذلك. وترأسها حاليًا وزيرة شؤون المرأة والمساواة بين الجنسين ، مريم منصف.

## تاريخ
تم تعيين وزير مسؤول عن وضع المرأة لأول مرة في عام 1971 من قبل رئيس الوزراء بيير ترودو ، عندما أوصت اللجنة الملكية لوضع المرأة بإنشاء ممثل للمرأة في الحكومة الفيدرالية. كان هناك مكتب ومنسق منذ عام 1970 ، تم إنشاؤه في البداية في مكتب مجلس الملكة الخاص ، حتى أصبح وكالة إدارية كاملة في عام 1976.
كان مركز المرأة رائدًا في العديد من المبادرات منذ ظهوره ، ولا يزال الكثير منها قائمًا حتى اليوم. تشمل بعض المبادرات المهمة برنامج التحليل القائم على النوع الاجتماعي (GBA +) و حان الوقت: استراتيجية كندا لمنع العنف القائم على النوع الاجتماعي والتصدي له. كما قادت الوكالة الاحتفال في عام 2016 بالذكرى المئوية لأول حق للمرأة في التصويت في كندا. قادت منظمة وضع المرأة في كندا أحداثًا مثل شهر تاريخ المرأة ، واليوم الدولي للفتاة ، ويوم 18 أكتوبر ، وهو اليوم الذي تم فيه الاعتراف رسميًا بالمرأة كشخصية اعتبارية ، والذي يُطلق عليه بشكل مناسب يوم الأشخاص.
خلال إدارة رئيس الوزراء ستيفن هاربر ، شهدت الوكالة عددًا من التخفيضات في الميزانية بلغ مجموعها 5 ملايين دولار ، بالإضافة إلى إعادة هيكلة كبيرة بما في ذلك التغييرات في المنظمات التي كانت مؤهلة لتلقي تمويل الوكالة وتعليمات لإغلاق 12 من مكاتبها الـ 15 المنتشرة في جميع أنحاء كندا.
أصبحت النسوية والقضايا المتعلقة بالمساواة مركز الاهتمام في الانتخابات الفيدرالية لعام 2015 ، حيث وعد برنامج الحزب الليبرالي بالتركيز على قضايا النوع الاجتماعي والمرأة ، وتم التركيز بشكل خاص على الوعد بحكومة متوازنة بين الجنسين.  مع كون النسوية من أولويات الحكومة الليبرالية ، تم تزويد مركز المرأة الكندية بمبلغ 41 مليون دولار على مدى ست سنوات لزيادة قدرتها.  كجزء من هذا ، ستحصل هيئة الإحصاء الكندية على 6.7 مليون دولار على مدى خمس سنوات لإنشاء مركز جديد لإحصاءات النوع الاجتماعي والتنوع والشمول. 

## المبادرات المستقبلية
تعهدت الوزارة بمواصلة عملها مع GBA + في العام المقبل ، بما في ذلك تنفيذ أسبوع التوعية GBA + وكذلك الاستثمار في برنامج المرأة ، ومواصلة عملها مع حان الوقت: استراتيجية كندا لمنع ومعالجة العنف القائم على النوع الاجتماعي وغيرها. مبادرات العنف القائم على النوع الاجتماعي. كما تخطط لمواصلة إحراز تقدم نحو إقرار مشروع القانون C-65.

## جهود التمويل

### اعلان عن التمويل
تقدم وزارة شؤون المرأة والمساواة بين الجنسين التمويل للمنظمات التي تمكّن حقوق المرأة في كندا. يوفر القسم التمويل من خلال برنامج المرأة الذي تكمن أولوياته الثلاثة في "إنهاء العنف ضد النساء والفتيات ، وتحسين الأمن الاقتصادي والازدهار للنساء والفتيات ، وتشجيع النساء والفتيات في أدوار القيادة وصنع القرار".  يمكن طلب التمويل من خلال هذا البرنامج إذا كانت المنظمة مناسبة لمساعدة أو مساعدة واحد أو أكثر من المجالات الثلاثة ذات الأولوية.
كان عام 2018 عندما تم الإعلان عن الدعوة لتقديم طلبات تمويل جديدة ، وكان الهدف من هذه الجولة المحددة من الطلبات هو توفير التمويل لتلك المنظمات التي تعمل باستمرار على تعزيز المساواة بين الجنسين في كندا وحول العالم.  وبشكل أكثر تحديدًا ، تم الإعلان عن هذا التمويل لمساعدة هذه المنظمات في تلبية الطلب المتزايد على خدماتها بسبب التقدم القوي في المساواة. على مدى السنوات الخمس المقبلة ، سيتم توفير 100 مليون دولار للعديد من المنظمات المختلفة التي تمكّن النساء والفتيات في جميع أنحاء كندا. 

### المنظمات
إحدى المنظمات الأربع التي حصلت على تمويل من الحكومة هي عيادة باربرا شليفر التذكارية. وفقًا لموقعهم على الويب ، تهدف عيادة Barbra Schlifer إلى مساعدة أكبر عدد ممكن من النساء على مدار العام من خلال تقديم المشورة والمشورة القانونية والتمثيل.  علاوة على ذلك ، فإن هدفهم هو توفير هذه الخدمات حتى تتمكن النساء من حولهن من العيش حياة خالية من العنف.  علاوة على ذلك ، قدمت حكومة كندا 1،000،000 دولار  لهذه المنظمة حتى يتمكنوا من الحفاظ على خدماتهم لمن هم في حاجة إليها ، وسوف يساعد التمويل المنظمة في الوصول إلى المزيد من النساء المعزولات أو المعرضات للخطر .  حصلت هذه المنظمة على تمويل من خلال برنامج المرأة.
ومن المنظمات الأخرى التي حصلت على أموال من خلال منح برنامج المرأة المجلس الكندي للمرأة المسلمة. سيعمل مشروعهم بعنوان "تعزيز القدرة على تمكين النساء والفتيات المسلمات"  على "توفير الإنصاف والمساواة والتمكين لجميع النساء المسلمات الكنديات".  سيتم استخدام مبلغ 761،720.00 دولارًا أمريكيًا  الذي قدمته حكومة كندا لزيادة قدر الأموال التي تستطيع المنظمة وضعها في الموارد التي توفرها للنساء والفتيات المسلمات. هناك العديد من التحديات التي تواجهها النساء المسلمات في كندا اليوم ، ومن الناحية المثالية ، سيعمل هذا التمويل على تعزيز مناخ يمكن أن يحدث فيه التغيير.
كما تعمل وزارة أمور المرأة والمساواة بين الجنسين على النهوض والدعوة نيابة عن النساء ذوات الإعاقة من خلال تقديم المنح إلى منظمة شبكة النساء ذوات الإعاقة (DAWN) في كندا ، والتنسيق معها.  DAWN Canada هي منظمة غير ربحية ملتزمة بالدفاع عن النساء ذوات الإعاقة وتهدف إلى القضاء على الفقر والتمييز والعنف الذي تتعرض له النساء ذوات الإعاقة من جميع الأعمار والأجناس والأجناس والتوجهات الجنسية من خلال استخدام البحث ، التعليم والدعوة.  سوف يمنح مشروع DAWN Canada Grant 2019-2023 التابع لوزارة شؤون المرأة والمساواة بين الجنسين 830،959 دولارًا أمريكيًا إلى DAWN Canada لمساعدة المنظمة في قدرتها على التواصل والتنسيق مع الشركاء والبحث والتثقيف والدعوة للنساء ذوات الإعاقة. 
يهدف خطة تعزيز المساواة بين الجنسين التابع لوزارة شؤون المرأة والمساواة بين الجنسين إلى دعم النساء ذوات الدخل المنخفض وأطفالهن من خلال تمويل ودعم مركز سكاربورو النسائي.  مركز سكاربورو النسائي هو منظمة غير ربحية ومقرها تورونتو ، وهي مركز مجتمعي ، تقدم خدمات داعمة ومأوى للنساء اللائي يعانين من مشاكل تتعلق بالفقر والبطالة والصحة العقلية والعزلة وسوء المعاملة ، بغض النظر عن خلفيتهن.  ستمنح إدارة شؤون المرأة والمساواة بين الجنسين مركز المرأة في سكاربورو 209،240 دولارًا للمساعدة في تقديم الخدمات والموارد والدعم والتعليم التي تشتد الحاجة إليها للنساء المحتاجات لتمكينهن من الحصول على الاستقلال الاقتصادي والعاطفي. 

## أنظر أيضا
- وزيرة شؤون المرأة والمساواة بين الجنسين
- التحليل القائم على نوع الجنس - يُعرف أيضًا باسم GBA +
- مكتب أستراليا لوضع المرأة

## روابط خارجية
- الموقع الرسمي

قالب:Government Departments of Canada